# 拉尔克里亚达斯纳尔
拉尔克里亚达斯纳尔，是西班牙巴伦西亚自治区阿利坎特省的一个市镇。总面积1km2，总人口417人（2001年），人口密度417人/km2。